# Wojciech Gaszyński
Wojciech Piotr Gaszyński (ur. 1944) – polski anestezjolog, profesor nauk medycznych.

## Życiorys
W 1968 r. ukończył studia w Wojskowej Akademii Medycznej im. gen. dyw. Bolesława Szareckiego, w 1974 r. obronił pracę doktorską, w 1979 r. habilitował się. W 1986 r. uzyskał tytuł profesora nauk medycznych.
Został pracownikiem naukowym w Wojskowej Akademii Medycznej im. gen. dyw. Bolesława Szareckiego, na Uniwersytecie Technologiczno-Humanistycznym im. Kazimierza Pułaskiego w Radomiu, oraz na Uniwersytecie Medycznym w Łodzi.
Jest przewodniczącym Polskiego Towarzystwa Medycyny Stanów Nagłych i Katastrof, a także był prezesem Polskiego Towarzystwa Anestezjologii i Intensywnej Terapii.